# Charles Lee (General)

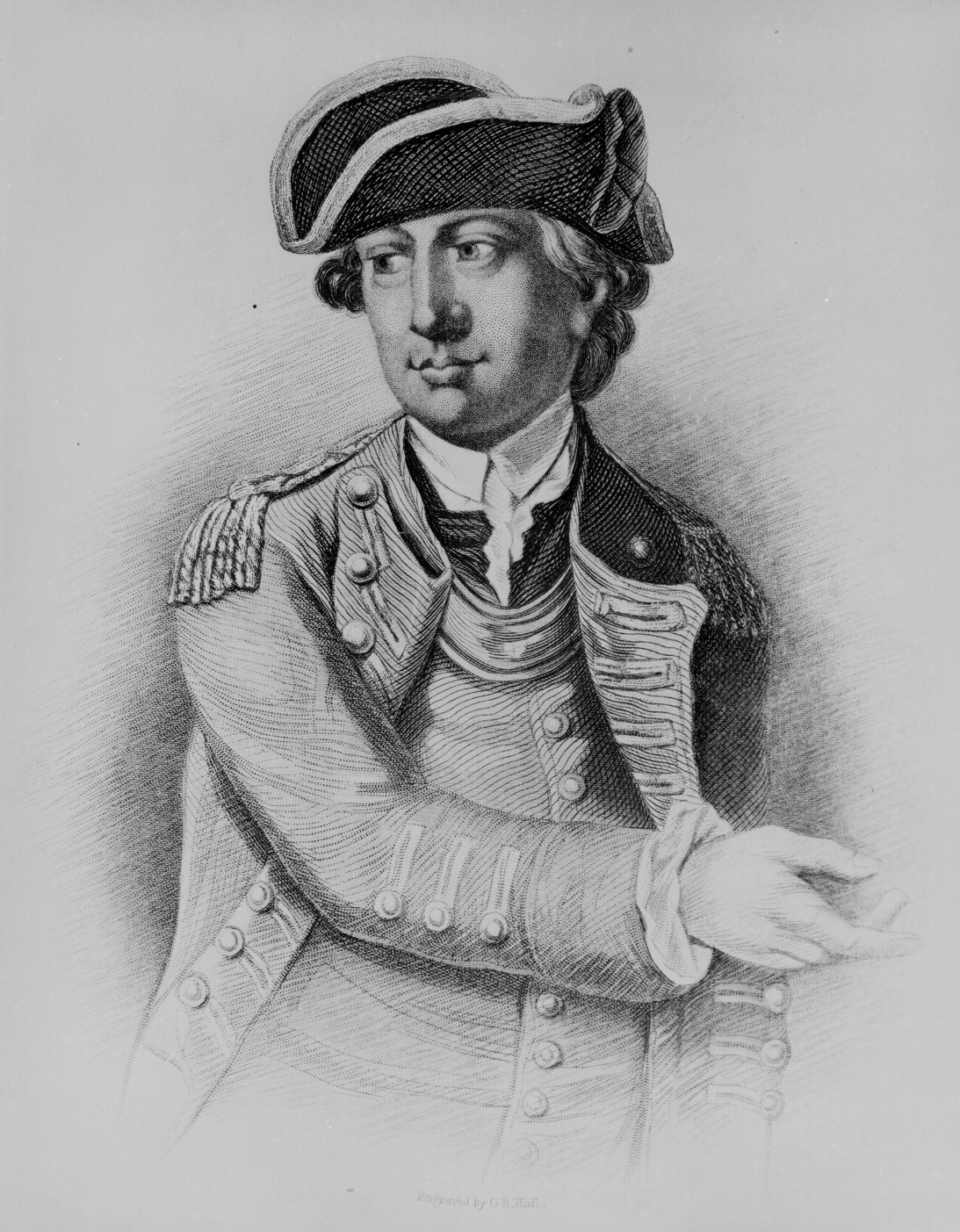
Charles Lee

Charles Lee (* 6. Februar 1732 in Darnhall, Cheshire, England; † 2. Oktober 1782 in Pennsylvania) war ein britischer Offizier und General der Kontinentalarmee im Amerikanischen Unabhängigkeitskrieg.

## Leben
Er war ein Sohn des britischen Major-General John Lee aus dessen Ehe mit Isabella Bunbury, Tochter des Sir Henry Bunbury, 3. Baronet. Sein Vater sandte ihn auf eine Grammar School in Bury St Edmunds und im Alter von 12 Jahren auf eine Schule in der Schweiz, wo er Sprachkenntnisse in Griechisch, Latein, Französisch, Spanisch, Italienisch und Deutsch erlangte. Drei Jahre später erwarb er einen Offiziersposten als Ensign beim John Lee’s Regiment of Foot (ab 1751 44th Regiment of Foot), das unter dem Kommando seines Vaters stand. Er nahm am Franzosen- und Indianerkrieg teil und gehörte wie auch George Washington, Horatio Gates und Thomas Gage zu den Überlebenden der Niederlage General Braddocks in der Schlacht am Monongahela. Später übernahm er ein Kommando im Mohawk-Tal. Beim Angriff auf Fort Ticonderoga 1758 wurde er schwer verwundet, konnte aber im nächsten Jahr am Angriff auf Fort Niagara und 1760 auf Montreal teilnehmen. 1760 kehrte er nach England zurück und nahm 1762 unter John Burgoyne am Feldzug in Portugal teil. Nach Ende des Siebenjährigen Krieges wurde er im Rang eines Major unter Halbsold gestellt. Er diente danach als Adjutant des Königs Stanislaus II. August Poniatowski in der polnisch-litauischen Armee.
In der British Army wurde er 1772 in den Rang eines Lieutenant-Colonel befördert, blieb aber unter Halbsold und bewarb sich erfolglos um ein Kommando als Regimentskommandeur. Aus Enttäuschung über die Ablehnung seiner angestrebten Übernahme eines Regiments in England siedelte er 1773 in die amerikanischen Kolonien über und wurde in Whig-Kreisen aktiv. 1775 erwarb er ein Anwesen im Berkeley County im heutigen West Virginia. Nach Ausbruch der Feindseligkeiten im Unabhängigkeitskrieg erwartete er aufgrund seiner militärischen Erfahrung zum Oberbefehlshaber der Rebellenarmee ernannt zu werden; der Kontinentalkongress indes entschied, den Posten George Washington zu übertragen. Dank der Fürsprache der Adams-Cousins (Samuel Adams und John Adams) wurde er zum Major General ernannt.
Nach der Belagerung von Boston 1775/76 wurde Lee der Befehl über das Southern Department übertragen. Hier konnte er 1776 Sullivan’s Island bei Charleston erfolgreich gegen General Henry Clinton verteidigen. Anschließend wurde er nach Norden beordert, um Washington zu unterstützen. Im Oktober 1776 zeichnete sich Lee in der Schlacht von White Plains aus, wurde danach jedoch der Nachlässigkeit gegenüber den Befehlen seines Vorgesetzten Washington bezichtigt. In Briefen versuchte er, den Kongress zu bewegen, ihm anstelle von Washington den Oberbefehl zu übertragen. Im Dezember 1776 wurde er, nachdem er sich von seinen Truppen entfernt hatte, in einer Taverne in Basking Ridge, New Jersey, von britischen Truppen unter Banastre Tarleton gefangen genommen und in das von den Briten eroberte New York gebracht. Während seiner Gefangenschaft, die er unter komfortablen Umständen verlebte, die aber mit der Drohung einer Anklage vor einem britischen Kriegsgericht verbunden war, arbeitete er für die Briten einen Kriegsplan aus, der jedoch nicht umgesetzt wurde. Nach der britischen Niederlage in der Schlacht von Saratoga wurde er Anfang 1778 in einem Gefangenenaustausch freigelassen.
In der Schlacht von Monmouth im Juni 1778 ordnete er einen Rückzug an; dies trug ihm eine öffentliche Rüge Washingtons ein, der die Schlacht wenden und die Briten zum Rückzug zwingen konnte. Nach der Schlacht wurde Lee von einem Kriegsgericht für ein Jahr jegliches Kommando entzogen. Nach persönlichen Angriffen auf Washington wurde er von dessen Adjutanten John Laurens zu einem Duell herausgefordert und dabei verwundet. 1780 wurde Lee aus der Armee entlassen; er zog sich nach Pennsylvania zurück, wo er im Oktober 1782 starb. In seinem letzten Willen lehnte er ein kirchliches Begräbnis ab.
Fort Lee am Hudson River in New Jersey wurde nach Charles Lee benannt.